# Dominik Schad
Dominik Schad (Aschaffenburg, 4 marzo 1997) è un calciatore tedesco, difensore svincolato.

## Carriera

### Club
Cresciuto nelle giovanili del Greuther Fürth, debutta in prima squadra il 15 maggio 2016 nel match vinto 3-1 contro il Sandhausen.

### Nazionale
Partecipa con la nazionale Under-20 tedesca al Campionato mondiale 2017 di categoria, disputando 4 partite.

## Statistiche

### Presenze e reti nei club
Statistiche aggiornate al 3 giugno 2017.
| Stagione              | Squadra               | Campionato            | Campionato | Campionato | Coppe nazionali | Coppe nazionali | Coppe nazionali | Coppe continentali | Coppe continentali | Coppe continentali | Altre coppe | Altre coppe | Altre coppe | Totale | Totale |
| Stagione              | Squadra               | Comp                  | Pres       | Reti       | Comp            | Pres            | Reti            | Comp               | Pres               | Reti               | Comp        | Pres        | Reti        | Pres   | Reti   |
| --------------------- | --------------------- | --------------------- | ---------- | ---------- | --------------- | --------------- | --------------- | ------------------ | ------------------ | ------------------ | ----------- | ----------- | ----------- | ------ | ------ |
| 2015-2016             | Greuther Fürth        | 2B                    | 1          | 0          | CG              | 0               | 0               |                    | -                  | -                  |             | -           | -           | 1      | 0      |
| 2016-2017             | Greuther Fürth        | 2B                    | 9          | 0          | CG              | 0               | 0               |                    | -                  | -                  |             | -           | -           | 9      | 0      |
| Totale Greuther Fürth | Totale Greuther Fürth | Totale Greuther Fürth | 10         | 0          |                 | 0               | 0               |                    | -                  | -                  |             | -           | -           | 10     | 0      |
| Totale carriera       | Totale carriera       | Totale carriera       | 10         | 0          |                 | 0               | 0               |                    | -                  | -                  |             | -           | -           | 10     | 0      |